# Robert Zillner
Robert Zillner (* 4. August 1985 in Passau) ist ein ehemaliger deutscher Fußballspieler.

## Karriere
Der gebürtige Niederbayer begann seine Karriere beim TSV Wegscheid und spielte danach bis 2005 beim TSV Waldkirchen in der zu diesem Zeitpunkt sechstklassigen Bezirksoberliga. Hierbei wurde er von der SpVgg Unterhaching entdeckt und von den Münchner Vorstädtern für die zweite Mannschaft verpflichtet. Nachdem er sich in der viertklassigen Bayernliga zum Leistungsträger entwickelt hatte, wurde er in der Winterpause der Saison 2007/08 von Profi-Trainer Ralph Hasenhüttl in die erste Mannschaft befördert.

### Beginn der Profilaufbahn bei Unterhaching
In der Rückrunde bestritt Zillner, der hauptsächlich im zentralen Mittelfeld eingesetzt wird, als Stammspieler alle 15 Spiele in der damals drittklassigen Regionalliga Süd, wobei ihm auch ein Tor gelang. Am Ende qualifizierte er sich mit Haching für die neugeschaffene eingleisige 3. Liga und unterschrieb seinen ersten Profivertrag.
In der neuen dritten Liga erzielte er am fünften Spieltag der Saison 2008/09 gegen Wacker Burghausen seinen ersten Treffer im Profifußball. In der Partie gegen Dynamo Dresden am 23. November 2008 gelangen ihm erstmals zwei Tore in einem Spiel. Den Wiederaufstieg in die 2. Bundesliga verpasste die SpVgg nur knapp. Zum Erreichen des vierten Tabellenplatzes hatte Zillner als Leistungsträger acht Tore beigesteuert. Auch in den beiden folgenden Spielzeiten war der Niederbayer Stammspieler bei Unterhaching, wobei er 2010/11 ab Anfang April verletzungsbedingt nicht mehr zum Einsatz kam. Für die SpVgg Unterhaching bestritt Zillner insgesamt 87 Spiele in der 3. Liga und zwei Einsätze im DFB-Pokal.

### Mit Fürth in die Bundesliga
Zur Saison 2011/12 wechselte Zillner ablösefrei zum fränkischen Traditionsverein SpVgg Greuther Fürth, wo er einen Zwei-Jahres-Vertrag unterschrieb. Zunächst nur in der zweiten Mannschaft eingesetzt, kam er am 16. Dezember 2011 (19. Spieltag) beim 5:0-Heimsieg gegen den 1. FC Union Berlin zu seinem ersten Einsatz für die Kleeblätter. Am 24. März 2012 zog sich Zillner beim 3:0-Heimsieg gegen den Karlsruher SC einen Kreuzbandriss im linken Knie zu und fiel für den Rest der Saison aus. Am Ende der Spielzeit stieg Zillner mit dem Kleeblatt zum ersten Mal in der Vereinsgeschichte in die 1. Bundesliga auf. Zu diesem Erfolg trug der Mittelfeldspieler sieben Einsätze mit einem Torerfolg bei. Der Treffer zum 2:0 beim 2:0-Sieg gegen den MSV Duisburg am 2. März 2012 (24. Spieltag) war sein erstes Tor in der 2. Bundesliga.
Sein Bundesligadebüt gab Robert Zillner am 17. November 2012 (12. Spieltag) bei der 1:3-Niederlage im Auswärtsspiel gegen Borussia Dortmund, wobei er das Tor zum zwischenzeitlichen 1:1 durch Zoltán Stieber vorbereitete. Greuther Fürth beendete die Spielzeit 2012/13 als Tabellenletzter und stieg postwendend wieder in die 2. Bundesliga ab. Zillner kam nur auf sechs Einsätze im Oberhaus, wobei er nie 90 Minuten auf dem Platz stand.

### Neuanfang in Sandhausen
Nach Ende der Saison 2013/14, in der er für Fürth auch verletzungsbedingt nur acht Spiele bestritten hatte, wechselte Zillner zum Ligakonkurrenten SV Sandhausen. Er erhielt dort einen Zweijahresvertrag. Bereits bei seinem ersten Einsatz in der Startelf – beim 1:0-Sieg gegen den TSV 1860 München am 23. September 2014 – zog sich Zillner einen Kreuzbandriss zu und stand seiner Mannschaft in der restlichen Saison nicht mehr zur Verfügung.
Sein Comeback für Sandhausen gab Robert Zillner am 1. Spieltag der Saison 2015/16. Im Verlauf der Hinrunde spielte er sich in die Stammelf der Kurpfälzer und erzielte am 20. November 2015 beim 3:1-Erfolg gegen den Karlsruher SC das erste Tor für seinen neuen Verein. Es war gleichzeitig Zillners erstes Pflichtspieltor seit über dreieinhalb Jahren. Nach der Saison, die Sandhausen als 13. der 2. Bundesliga beendete, bekam Zillner keinen neuen Vertrag und verließ den Club.
Ende August 2016 wechselte Zillner in seine niederbayerische Heimat, zum bayerischen Regionalligisten SV Schalding-Heining.
Nach einer Saison in der Regionalliga Bayern zog es Zillner zum FC Sturm Hauzenberg in die Landesliga Bayern Staffel Mitte, wo auch sein Bruder Maximilian Zillner aktiv war. Dort beendete er im Juli 2019 seine aktive Karriere.